# 巩乃斯种羊场
巩乃斯种羊场是位于中国新疆维吾尔自治区伊犁哈萨克自治州境内，隶属于新疆维吾尔自治区畜牧兽医局的直属企业（县级单位），国家级重点种畜禽场、全国农垦百家良种企业。亦是新源县下辖的一个类似乡级单位。
种羊场始建于1939年。包括一个畜牧中心、一个细毛羊队和一个土种羊队。土地总面积57.7万亩，包括7.8万亩耕地、52.1万亩草场，分跨新源县、尼勒克县、巩留县、特克斯县四县的七个地区。场部座落在巩乃斯河畔，东距新源县70公里。
2010年的文章中，全场总户数2861户，总人口8790人，其中少数民族6090人。2005年时，全场农牧业总产值5069万元，2009年时为6992万元:26。截止2014年底，全场总户数3504户，总人口9580人，其中少数民族6868人。2014年时，全场农牧业总产值1.1亿元（不包括家庭经营性收入）。

## 行政区划
巩乃斯种羊场下辖以下地区：
种羊场虚拟生活区。